# 웃어라 대한민국
《웃어라 대한민국》은 대한민국에서 평일 오전 7시에 텔레비전으로 방송하는 JTBC의 주중 아침 뉴스 및 교양 프로그램이다.

## 그 외 JTBC 뉴스 프로그램
- JTBC 뉴스 정오의 현장
- JTBC 뉴스 이브닝
- JTBC 뉴스 9
- 날씨&스포츠 쨍하고 공뜬날
- JTBC 주말뉴스

## 관련 동시간대 경쟁 프로그램
- 굿모닝 MBN (MBN)
- 아침의 창 매일경제 (MBN)
- 채널A 아침뉴스 (채널A)